# Antiochos (Sohn des Antiochos III.)
Antiochos (altgriechisch Ἀντίοχος Antíochos; * 221 v. Chr.; † 193 v. Chr.) war ein Ko-Regent des Seleukidenreichs im 3. und 2. vorchristlichen Jahrhundert. Er war der älteste Sohn des Königs Antiochos III. und der Laodike III.
Antiochos wurde im Jahr 221 v. Chr. geboren, um die Zeit, als sein Vater zu einem Feldzug in den asiatischen Osten aufbrach. Der einflussreiche Hofminister Hermeias erhoffte sich dabei einen frühen Tod des Königs im Kampf oder gar die Gelegenheit für einen Mordanschlag, um im Namen des unmündigen Prinzen selbst die Herrschaft übernehmen zu können. Das Attentat scheiterte jedoch und Hermeias wurde hingerichtet.
Einer Königsliste aus Babylon ist zu entnehmen, dass Antiochos vom 102. bis zum 119. Jahr nach seleukidischer Zeitrechnung (210/209–193/192 v. Chr.) als Mitkönig seines Vaters amtierte. In der für die Seleukiden siegreichen Schlacht von Paneion 200 v. Chr. führte er die schwer gepanzerte Reiterei auf dem rechten Flügel des seleukidischen Heeres gegen das ptolemäische Heer. Im Jahr 195 v. Chr. wurde Antiochos mit seiner Schwester Laodike IV. verheiratet; dies war die erste Geschwisterehe innerhalb der seleukidischen Dynastie. Im selben Jahr wurde er von seinem Vater mit der Herrschaft über Syrien betraut, während der Vater selbst nach Kleinasien zog, um dort in Apameia zu Verhandlungen mit den römischen Abgesandten Publius Villius Tappulus und Publius Sulpicius Galba Maximus zusammenzutreffen.
Antiochos starb im Jahr 193 v. Chr. im Alter von 28 Jahren zur allgemeinen Trauer, da er als Nachfolger mit positiven charakterlichen Anlagen angesehen wurde und er deshalb eine verheißungsvolle Alleinherrschaft für die Zukunft versprach. Sein früher Tod brachte das Gerücht von einem Mordanschlag in Umlauf, laut dem sein Vater ihn ob seiner großen Beliebtheit als Konkurrenten wahrgenommen habe und ihn deshalb habe vergiften lassen. Antiochos III. nahm jedenfalls den Tod seines ältesten Sohnes zum Vorwand, die diplomatischen Unterhandlungen mit Rom abzubrechen und für den Krieg zu rüsten.
Im Apollon-Heiligtum von Klaros bei Kolophon wurde dem Antiochos eine Statue aufgestellt.